# Гасымов, Рамиль Фамиль оглы
Рамиль Фамиль оглы Гасымов (азерб. Ramil Famil oğlu Qasımov, род. 13 августа 1981, Кировабад) — азербайджанский дзюдоист-паралимпиец, выступающий в весовой до 73 килограмм и категории слепоты B3, паралимпийский чемпион 2016 года, чемпион мира 2014 года, двукратный чемпион Европы.

## Биография
Рамиль Гасымов родился 13 августа 1981 года.
В 2007 году стал победителем летней Универсиады в Бангкоке. Принимал участие на летних Олимпийских играх 2008 года.
В 2013 году Гасымов перешёл в паралимпийский статус. Так, зрение Гасымова постепенно ухудшалось, а когда врачи его проверили, то спортсмена пригласили из Национального паралимпийского комитета и Гасымов согласился.
В 2013 году стал чемпионом Европы. В 2014 году Гасымов стал победителем чемпионата мира, проходившего в городе Колорадо-Спрингс. В 2015 году Гасымов второй раз стал победителем первенства Европы.
Представлял Азербайджан на Паралимпийских играх 2016 года в Рио-де-Жанейро, на которых завоевал золотую медаль, выиграв в финале украинца Дмитрия Соловьёва, которого уже побеждал в финале чемпионата Европы 2015 года.
В сентябре 2016 года Гасымов распоряжением президента Азербайджана Ильхама Алиева за высокие достижения на XV летних Паралимпийских играх в Рио-де-Жанейро, а также за заслуги в развитии азербайджанского спорта был награждён орденом «Слава».
На чемпионате Европы 2017 года Гасымов завоевал бронзовую медаль. В этом же году стал победителем Исламских игр солидарности, проходивших в Баку.
В июне 2017 года Гасымову была присвоена Специальная олимпийская стипендия Президента Азербайджанской Республики.
В ноябре 2018 года Гасымов стал бронзовым призёром чемпионата мира в городе Одивелаш (округ Лиссабона). На этом же чемпионате Гасымов в составе мужской сборной Азербайджана стал бронзовым призёром командного турнира.
В мае 2021 года Гасымов занял 5-е место на Гран-при Баку среди слепых и слабовидящих.
В 2021 году на Паралимпийских играх в Токио Рамиль Гасымов должен провести первую схватку с Темиржаном Даулетом из Казахстана. Однако до старта соревнований у Гасымова был выявлен COVID-19, и организаторы объявили, что не выпустят его на татами, в результате чего Гасымов получил техническое поражение.
Брат Рамиля Гасымова, Амиль Гасымов является чемпионом мира по самбо. Двоюродный брат Шахмураз Гасымов (1971) — чемпион и призёр чемпионатов Европы и мира по самбо.